# Rifbaarzen en koraaljuffertjes
De rifbaarzen en koraaljuffertjes (Pomacentridae) zijn een familie van baarsachtigen die voorkomen in tropische oceanen.

## Kenmerken
Soorten uit deze familie zijn meestal felgekleurd, sterk territoriaal en algemeen verbreid bij grote koraalformaties.

## Leefwijze
Ze leven solitair, in paren of in groepen. Sommige soorten zijn nogal agressief.

## Taxonomie
Zij vormen 28 geslachten en 360 geclassificeerde soorten. Leden van de geslachten Amphiprion en Premnas worden anemoonvissen genoemd, leden van andere geslachten, waaronder Dascyllus en Chromis, worden meestal als koraaljuffertjes aangeduid.

### Geslachten
- Abudefduf Forsskål, 1775
- Acanthochromis
- Altrichthys Allen, 1999
- Amblyglyphidodon Bleeker, 1877
- Amblypomacentrus Bleeker, 1877
- Amphiprion Bloch & Schneider, 1801
- Azurina Jordan & McGregor, 1898
- Cheiloprion
- Chromis Cuvier, 1814
- Chrysiptera Swainson, 1839
- Dascyllus Cuvier, 1829
- Dischistodus Gill, 1863
- Hemiglyphidodon
- Hypsypops
- Lepidozygus
- Mecaenichthys
- Microspathodon Günther, 1862
- Neoglyphidodon Allen, 1991
- Neopomacentrus Allen, 1975
- Nexilosus
- Parma Günther, 1862
- Plectroglyphidodon Fowler & Ball, 1924
- Pomacentrus Lacépède, 1802
- Pomachromis Allen & Randall, 1974
- Premnas Cuvier, 1816
- Pristotis Rüppell, 1838
- Stegastes Jenyns, 1840[
- Teixeirichthys

## Bron
- "Pomacentridae". FishBase. Ed. Rainer Froese and Daniel Pauly. January 2007 version. N.p.: FishBase, 2007.